# EX-351
La carretera EX-351 es de titularidad de la Junta de Extremadura. Su categoría es local. Su denominación oficial es EX-351, de N-430 a Villanueva de la Serena.